# Bonneville (Somma)
Bonneville – miejscowość i gmina we Francji, w regionie Hauts-de-France, w departamencie Somma.
Według danych na rok 2011 gminę zamieszkiwały 342 osoby, a gęstość zaludnienia wynosiła 33 osoby/km² (wśród 2293 gmin Pikardii Bonneville plasuje się na 654. miejscu pod względem liczby ludności, natomiast pod względem powierzchni na miejscu 441.).